# Café du Monde
Café du Monde (francese: "Café of the World" o "the People's Café") è una rinomata caffetteria all'aperto situata nella via Decatur Street nel quartiere francese di New Orleans, in Louisiana, negli Stati Uniti. È un punto di riferimento e una destinazione turistica di New Orleans, nota per i suoi café au lait e i bignè. Il suo caffè con cicoria è ampiamente disponibile negli Stati Uniti continentali.

## Storia
I francesi portarono il caffè con loro quando iniziarono a stabilirsi lungo la costa del Golfo e il fiume Mississippi, intorno al 1700. Durante la guerra civile americana, i creoli di New Orleans svilupparono il caffè miscelato con cicoria (poiché c'era una carenza di caffè) - che ha continuato ad essere servito al Café Du Monde e in altri ristoranti di New Orleans. La cicoria aggiunge un sapore simile al cioccolato al café au lait.
Gli Acadiani (Cajuns) della Nuova Scozia portarono altre usanze francesi, come il bignè, in Louisiana nel XVIII secolo. A differenza della maggior parte delle ciambelle, i bignè sono pezzi di pasta quadrati senza foro nel mezzo e sono spesso ricoperti di zucchero a velo. A volte si vedono serviti con frutta, marmellata, sciroppo d'acero o anche cibi salati. Al Café du Monde, i bignè vengono serviti con uno spesso strato di zucchero a velo e venduti in ordini di tre.
Il menu del Café Du Monde include solo caffè tostato scuro con cicoria (servito nero o al latte), bignè, latte bianco e cioccolato, cioccolata calda e succo d'arancia appena spremuto. Secondo il vicepresidente del Café du Monde, Burton E. Benrud Jr., i bignè rimangono l'unico alimento nel menu del mercato francese; e Café Du Monde si impegna a "mantenere le cose come sono sempre state: le ricette sono rimaste relativamente invariate".
A causa dell'uragano Katrina, il negozio ha chiuso a mezzanotte del 27 agosto 2005. Sebbene abbia subito solo lievi danni, è rimasto chiuso per quasi due mesi. Successivamente, i proprietari hanno approfittato dell'intervallo di traffico limitato per ristrutturare le zone pranzo e le cucine. Sei settimane dopo l'uragano, il Café Du Monde ha iniziato a promuovere la sua riapertura come segno che la ripresa della città era iniziata. Oltre 100 testate giornalistiche, tra cui Good Morning America di ABC, hanno riferito della riapertura. La sede del quartiere francese è stata riaperta il 19 ottobre 2005 all'attenzione dei media nazionali.